# Blackadder (personage)
Blackadder is de naam van een aantal verschillende fictieve personages uit dezelfde familielijn, uit de Britse sitcom Blackadder. Per seizoen of special is een Blackadder de hoofdpersoon. Elke Blackadder werd gespeeld door Rowan Atkinson.

## Karakter
De Blackadders zijn over het algemeen cynisch, opportunistisch en egoïstisch, maar zien zichzelf altijd vergezeld van tegenslag en pech, zodat hun zelfzuchtige plannetjes altijd mislopen. Zoals de Blackadders van elkaar afstammen, zo lijken de personen uit hun omgeving dit vaak ook. Dit geldt met name voor de figuur Baldrick (Tony Robinson). De meeste Blackadders zijn ook spottend en intelligent, met een vermogen mensen te charmeren. Hun voornaam is vaak Edmund.
Enkele uitzonderingen op deze beschrijving zijn prins Edmund, die juist behoorlijk dom en onhandig is, en Ebenezer Blackadder die (in eerste instantie tenminste) juist enorm gul is.

## De dynastie

### Centurion Blackadicus (Romeinse Tijd)
Blackadicus is een Romeinse centurion die samen met zijn schilddrager Baldrick de Muur van Hadrianus bewaakte. Zijn nakomeling Edmund uit 1999 kwam met een tijdmachine bij hem terecht op het moment dat de muur werd aangevallen door Schotse barbaren. Meer is er niet over Blackadicus bekend. De overeenkomst tussen zijn naam en die van zijn nakomelingen is mogelijk toeval, gezien de uitvinding van de naam Blackadder door prins Edmund.
Verschenen in: Blackadder Back & Forth (1999)

### Prins Edmund, alias The Black Adder pilotaflevering (1582)
prins Edmund lijkt hier meer op de blackadder uit de tweede reeks is veel slimmer en sluwer minder onhandig en kan heel goed schermen wat de originele prins Edmund absoluut niet kon.
ook is hij niet zo geniepig en slijmerig, veel dapperder en eervoller.  
Hij staat ook in hoger aanzien bij zijn vader.
Verschenen in: The Black Adder pilotaflevering (1982)

### Prins Edmund, alias The Black Adder (1461-1498)
De zoon van Richard Shrewsbury van York (hoewel die in werkelijkheid pas in 1473 geboren werd). Zijn vader (Brian Blessed) kijkt op hem neer en spreekt zijn naam altijd verkeerd uit. In tegenstelling tot zijn nakomelingen is Edmund nogal dom, terwijl Baldrick (in tegenstelling tot diens nakomelingen) slimmer is dan hij. In 1485, tijdens de Slag bij Bosworth, vermoordt hij per ongeluk koning Richard III van Engeland (Peter Cook), waardoor zijn vader koning Richard IV wordt. Edmund noemt zichzelf sindsdien The Black Adder (de Zwarte Adder) en drie heksen voorspellen hem dat hij koning zal worden (ze zagen hem foutief aan voor Henry Tudor).
In 1486 blijkt Dougal McAngus (Alex Norton) bewijzen te hebben dat Edmunds broer Harry (Robert East) mogelijk een bastaard is. Het blijkt eruit dat niet Harry, maar Edmund de mogelijke bastaard is, zodat Edmund nog niet dichter bij de troon is.
Wanneer zijn vader hem in 1498 bijna al zijn titels afneemt (op een waardeloze na) is voor Edmund de maat vol. Hij ontslaat zijn helpers Baldrick en Lord Percy (Tim McInnery) en zoekt de zes slechtste mannen van Engeland bij elkaar om een staatsgreep te plegen. Zijn oude vijand Philip van Bourgondië (Patrich Allen), alias de Havik, neemt echter de leiding over de samenzweerders over en zet Edmund in een gruwelijk martelwerktuig dat onder andere zijn oren afsnijdt, zijn handen afhakt, zijn genitaliën verbrijzelt en zijn oksels kietelt. Baldrick en Percy schakelen de samenzweerders uit met giftige wijn, maar Edmund is zwaargewond. Op zijn sterfbed noemt zijn vader hem voor het eerst Edmund en wordt er een dronk op hem uitgebracht. De oliedomme Percy heeft per ongeluk het hele vat wijn vergiftigd, en niet alleen de glazen van de samenzweerders. Wanneer iedereen dood is proeft Edmund verbaasd van de wijn, en sterft midden in de zin: "And now at last I shall be King of E-" ("En nu word ik eindelijk koning van E-")
Aangenomen kan worden dat Prins Edmund minstens één buitenechtelijk kind moet hebben gehad waarlangs de Blackadder-familielijn is voortgezet. Een legitiem kind zou immers de troon zou hebben geërfd, maar Prins Edmunds nakomelingen zijn niet langer van koninklijke afkomst. Zijn nakomelingen hebben de naam Blackadder blijkbaar als achternaam aangenomen. Prins Edmund had minstens drie kleinzoons: Osric werd ontvoerd waarna men het losgeld nooit betaalde, Nathaniel werd Puritein en veranderde zijn naam in Whiteadder, en de derde verspilde al het familiefortuin.
Verschenen in: The Black Adder (1983)

### Edmund, Lord Blackadder (1531-1566)
Edmund Blackadder, Baron van Blackadder, is de achterkleinzoon van prins Edmund en de zoon van de Blackadder die het familiefortuin verspilde. Lord Blackadder is een Londense aristocraat, die regelmatig aan het hof van koningin Elizabeth I van Engeland (Miranda Richardson) verschijnt, en het daar vaak aan de stok heeft met zijn rivaal, Lord Melchett (Stephen Fry). In tegenstelling tot prins Edmund is Lord Blackadder een stuk intelligenter en geniepiger. Lord Blackadder sterft in 1566 als de Duitse prins Ludwig de Onverwoestbare (Hugh Laurie) de hofhouding vermoordt en zich vermomt als de koningin (wat mogelijk verklaart waarom koningin Elizabeth nooit trouwde).
In Blackadder's Christmas Carol aanschouwt Ebenezer Blackadder hoe zijn voorvader uiteindelijk de koningin een doodvonnis voor Lord Melchett laat ondertekenen, waarna hij al zijn bezittingen krijgt. Dit lijkt in contrast te staan met de gebeurtenissen uit het tweede seizoen, wat impliceert dat het vonnis weer herroepen werd.
Verschenen in: Blackadder II (1986), Blackadder's Christmas Carol (1988)

### Sir Edmund Blackadder (rond1649)
Een van de laatste aanhangers van koning Karel I van Engeland (Stephen Fry). De koning belandt door Baldricks geknoei echter alsnog in handen van de Republikeinen. Een poging om hem te bevrijden mislukt, en uiteindelijk is het Blackadder zelf die de koning onthoofdt.
Verschenen in: Blackadder: The Cavalier Years (1988)

### Lord Edmund Blackadder (rond1680)
Deze Blackadder was werkzaam aan het hof van koning Karel II van Engeland.
Verschenen in: Blackadder and the King's Birthday (1998)

### Edmund Blackadder, Esq. (1762-1830)
Butler van de prins-regent George (Hugh Laurie). Net als Lord Blackadder is hij intelligent en sluw (hij spreekt zelfs Frans); hij steelt regelmatig van zijn meester. Hij oefent een nogal slechte invloed uit, wat in de dood van meerdere onschuldigen uitmondt. Wanneer de hertog van Wellington (Stephen Fry) zweert de prins te zullen doden ruilen George en Edmund van identiteit. Door voornamelijk toeval resulteert dit in de dood van prins George, waarna Edmund in zijn rol achterblijft en troonopvolger is geworden. Hiermee is hij overigens de enige van de vier Blackadders uit de vier lange seizoenen die op het eind van zijn seizoen nog leeft.
Verschenen in: Blackadder the Third (1987), Blackadder's Christmas Carol (1988)

### Ebenezer Blackadder (rond1858)
Kleinzoon van Edmund Blackadder Esq. Ebenezer Blackadder is de eerste Blackadder die geen edelman meer is. In tegenstelling tot de andere Blackadders is hij de gulste en aardigste man van Engeland; een eigenschap waar vaak misbruik van gemaakt wordt. Wanneer op kerstnacht de geest van Kerstmis hem bezoekt, toont deze hem zijn slechte voorouders Lord Blackadder en Blackadder Esq. Dan krijgt hij een blik op zijn nakomelingen: een toekomstbeeld voor als hij goed blijft en eentje voor als hij net zo slecht wordt als zijn voorouders. Hierop besluit hij dat slechte mensen meer lol hebben en wordt hij meteen net zo slecht als zijn voorouders. Hij wordt gierig en gemeen en scheldt iedereen uit. De twee vreemdelingen blijken koningin Victoria en haar man, die hem kwamen belonen voor zijn vrijgevigheid.
Verschenen in: Blackadder's Christmas Carol (1988)

### Kapitein Edmund Blackadder (1871-1917)
Kleinzoon van Ebenezer Blackadder. Kapitein Edmund ging bij het leger in 1888 en heeft gevochten in Afrika. Ondanks zijn lange ervaring is hij in 1917 nog niet hoger dan kapitein (mogelijk vanwege zijn laffe karakter). In de Eerste Wereldoorlog is kapitein Edmund geïnstalleerd in de loopgraven van het westfront, onder de maffe generaal Melchett (Stephen Fry) en met opnieuw de oliedomme sidekicks soldaat Baldrick en luitenant George. Het grootste deel van de tijd is hij bezig met proberen weg te komen uit de loopgraven voordat de generaal hem bevel zal geven om 'over the top' te gaan, oftewel: aanvallen vanuit de loopgraven om waarschijnlijk neergemaaid te worden door de Duitse machinegeweren. Hierbij wordt hij tegengewerkt door zijn rivaal kapitein Kevin Darling (Tim McInnery), die Blackadder maar al te graag 'over the top' wil zien gaan (en in tegenstelling tot de generaal wel inziet hoe zinloos dit soort aanvallen zijn). Uiteindelijk worden kapitein Edmund en Darling samen 'over the top' gestuurd, waarna iedereen blijkbaar omkomt in de strijd.
Verschenen in: Blackadder goes forth (1989)

### Lord Edmund Blackadder/Koning Edmund III (rond1999)
Deze Blackadder is opvallend genoeg weer een Lord (hoewel die adellijke rang rond het jaar 2000 niet veel macht meer biedt). Op oudejaarsavond 1999 nodigt hij vier vrienden uit die blijkbaar afstammen van vroegere bekenden van de Blackadders: Lady Elizabeth (Miranda Richardson), aartsbisschop Melchett (Stephen Fry), aartsdiaken Darling (Tim McInnery) en admiraal George Bufton-Tufton (Hugh Laurie). Hij probeert hen geld af te troggelen met een nep-tijdmachine, door middel van een weddenschap om een Romeinse helm, een 200 jaar oude onderbroek en de laarzen van de hertog van Wellington mee te brengen. Door een foutje van Baldrick blijkt het ding echt te werken. De tijdlijn wordt hierdoor dusdanig gemanipuleerd dat Shakespeare bekendstaat als de uitvinder van de balpen, Robin Hood volkomen onbekend is, en de Slag bij Waterloo door de Fransen gewonnen werd, die sindsdien over de Britten heersen. Hierop herstelt Blackadder de tijdlijn weer snel. Plotseling komt hij op nog een idee, en springt met Baldrick in de tijdmachine. Enkele seconden later zien zijn vrienden hem op de televisie als Edmund III, de absolute monarch van het Verenigd Koninkrijk, met Baldrick als premier (terwijl de regering is afgeschaft).
Verschenen in: Blackadder Back & Forth (1999)

### Lord Edmund Blackadder (rond2000)
Legerkapitein uit het jaar 2000.
Verschenen in: Blackadder: The Army Years (2000)

### Sir Osmond Darling-Blackadder (rond2002)
Gastheer van het jubileumconcert ter ere van koningin Elizabeth II van het Verenigd Koninkrijk, samen met Dame Edna Everage.
Verschenen in: The Jubilee Girl (2002)

### Grootadmiraal Blackadder van het Duister Segment (verre toekomst)
Een verre nakomeling van de originele Blackadder, die in een niet nader gespecificeerd tijdperk in de toekomst leeft. Hij wordt gezien in het toekomstvisioen dat aan Ebenezer Blackadder wordt getoond in Blackadder's Christmas Carol.
Men krijgt twee versies van deze Blackadder te zien. Als Ebenezer zich goed blijft gedragen eindigt zijn afstammeling als een halfnaakte slaaf van de incompetente ruimte-admiraal Baldrick. Als Ebenezer net zo slecht wordt als zijn voorouders wordt zijn afstammeling grootadmiraal van een enorm galactisch imperium, en staat hij op het punt in het huwelijk te treden met koningin Asphyxia XIX (Miranda Richardson), die net als hij niets liever wil dan het heelal veroveren. Daar Ebenezer na het zien van het visioen slecht wordt, kan worden aangenomen dat de tweede versie de definitieve versie is van deze Blackadder. Daarmee zou deze nakomeling de eerste Blackadder in de familie zijn die daadwerkelijk erin slaagt een machtig en succesvol man te worden.
Verschenen in: Blackadder's Christmas Carol (1988)
Media: Afleveringen · The Black Adder · Blackadder II · Blackadder the Third · Blackadder Goes Forth · speciale afleveringen

Personages: Blackadder · Baldrick · overig